# پاکور سوم ایبری
پاکور سوم (به پارتی: 𐭐𐭊𐭅𐭓، به گرجی: ბაკურ III، به لاتین: Bacurius) (درگذشت ۵۸۰ میلادی) آخرین پادشاه سلسله خسرویانی‌های پادشاهی ایبری (کارتلی؛ گرجستان باستان) بود، که با مرگ وی سلطنت ایبری توسط ایران ساسانی نابود شد.
وی به عنوان پادشاه ایبری جانشین پدرش، پادشاه پارسمن ششم شد. تاریخ دستیابی وی به تخت سلطنت مشخص نیست اما دوران پادشاهی او معاصر پادشاهی هرمز چهارم بود. اقتدار پاکور نسبتاً محدود بود و به سختی از قلعه او در اوجارما در تفلیس فراتر می‌رفت و ایبریای داخلی مستقیماً توسط ساسانیان اداره می‌شد. هرمز چهارم وقتی در سال ۵۸۰ پاکور درگذشت، از فرصت استفاده کرد و سلطنت ایبری را از بین برد.